# たんたんたぬきの担々やきそば
たんたんたぬきの担々やきそば（たんたんたぬきのたんたんやきそば）は、神奈川県湯河原町で販売されているご当地焼きそば。

## 概要
湯河原町商工会が町おこしとして開発したもので、練り胡麻や豆板醤などを主原料としたピリ辛なタレによる味つけが特徴である。タレ以外の調理方法は各店のオリジナルのレシピに任されている。温泉地である湯河原にはタヌキが源泉を発見したとされる伝説があり、"担々"との語呂合わせで「たんたんたぬきの担々やきそば」と命名された。

## その他
2011年2月20日に湯河原町商工会青年部創立40周年記念事業として行われた「湯河原担々やきそば祭」では、予定数（3,000〜5,000人）をはるかに超える来場者数（主催者発表12,000人）のため、16店舗（町内加盟店8店舗・神奈川県及び静岡県のB級グルメ団体8店舗）全てで終了予定時間2時間を残して完売するという事態が起こった。
町おこし団体・「湯河原坦々やきそば会」がB-1グランプリを主催する「愛Bリーグ」に2009年に加盟し、2010年の厚木大会に初出場し2日間で5,500食を販売した。ただし2012年の北九州大会は、「地元ぐるみの活動になっていない」との理由で正会員から準会員へ降格させられたため出場できなかった。
その後愛Bリーグを退会し、現在は地元神奈川を中心に活動している。